# Michel Dumoulin (réalisateur)
Pour les articles homonymes, voir Michel Dumoulin.
Michel Dumoulin, né le 19 juin 1935 à Clichy et mort assassiné à Marrakech le 23 février 2015, est un metteur en scène et réalisateur français.

## Filmographie

### Cinéma
- 1987 : Elle est là avec Maria Casarès

### Télévision
- 1980 : C'est beau  avec Dominique Blanchar, Jacques Dufilho
- 1985 : Les Bonnes avec Dominique Blanchar, Maria Casarès

### Acteur
- 1962 : L'inspecteur Leclerc enquête  de Yannick Andréi, épisode Les gangsters

## Théâtre
- 1989 : La vie que je t'ai donnée de Luigi Pirandello.
- 2014 : Le Bavard de Louis-René des Forêts.